# タイン・デイリー
タイン・デイリー（Tyne Daly, 1946年2月21日 - ）は、アメリカ合衆国の女優。

## 来歴
ウィスコンシン州マディソン出身。父・ジェームズ・デイリー（James Daly）、弟・ティモシー・デイリーも俳優。また、妹・グリンの夫は『Xファイル』などで知られる作曲家のマーク・スノウである。
ブランダイス大学とアメリカン・ミュージック&ドラマティック・アカデミーに学ぶ。
1976年、映画『ダーティハリー3』でクリント・イーストウッド扮するハリー・キャラハン刑事の相棒ケイト・ムーア刑事を演じて注目される。
『ダーティハリー3』での演技が評価され、1981年からテレビドラマ『女刑事キャグニー&レイシー』にメリー・ベス・レイシー刑事でレギュラー出演、プライムタイム・エミー賞主演女優賞を1983年、1984年、1985年、1988年の4回受賞した。ほかに助演女優賞も2回受賞している。
舞台でも高い評価を受け、トニー賞を受賞している。

## 主な出演作品

### 映画
- ジョンとメリー John and Mary (1969)
- ダーティハリー3 The Enforcer (1976)
- テレフォン Telefon (1977)
- 新バニシング IN 60” スピードトラップ Speedtrap (1977)
- ズートスーツ Zoot Suit (1981)
- アビエーター The Aviator (1985)
- 映画の作り方教えます Movers & Shakers (1985)
- バイ・バイ・バーディー Bye Bye Birdie (1995) テレビ映画
- 私がこわされるとき The perfect mother (1996)
- うちへ帰ろう The Autumn Heart (1998)
- 不時着 Three Secrets (1999) テレビ映画
- ドリスの恋愛妄想適齢期 Hello, My Name Is Doris (2015)
- スパイダーマン:ホームカミング Spider-Man: Homecoming (2017)
- バスターのバラード The Ballad of Buster Scruggs (2018) Netflixオリジナル映画

### テレビドラマ
- スパイ大作戦 Mission: Impossible (1971) シーズン6 #12
- 女刑事キャグニー&レイシー Cagney and Lacey (1981-1988)
- 刑事コロンボ Columbo (1992,1994)
- Christy (1994-1995)
- Judging Amy (1999-2005)
- グレイズ・アナトミー 恋の解剖学 Grey's Anatomy (2009)
- バーン・ノーティス 元スパイの逆襲 Burn Notice (2010)
- モダン・ファミリー Modern Family (2014)